# Вуонтеленъярви
Ву́онтеленъя́рви (фин. Vuontelejärvi) — озеро на территории Найстенъярвского сельского поселения Суоярвского района Республики Карелия.

## Общие сведения
Площадь озера — 3,9 км², площадь водосборного бассейна — 156 км². Располагается на высоте 149,1 метров над уровнем моря.
Форма озера лопастная, продолговатая: немного вытянуто с северо-востока на юго-запад. Берега изрезанные, каменисто-песчаные, местами заболоченные.
Озеро входит в проточную систему озёр:
- река Лапинйоки
  - озеро Вуонтеленъярви (147)
    - озеро Ярвенпяянлампи
    - река Кялькянйоки
      - озеро Кантолампи
      - озеро Ийвалампи
      - ручей Юриноя
        - озеро Рупинионлампи

      - озеро Корилампи
        - озёра Палоламмет
          - озеро Палолампи

      - озеро Оконлампи
      - озеро Кивиярви (173)
      - озеро Кукинлампи
        - озеро Калалампи

      - озеро Палолампи
        - озеро Кавералампи
          - озеро Марантаярви

      - озеро Кялькянлампи
        - озеро Ала-Кялькянъярви (171)
          - озеро Валкеаалампи
          - озеро Иля-Кялькянъярви (173)
            - озеро Пирттилампи
            - озеро Иоутсенлампи

В озере расположено порядка десяти островов. Наиболее крупные из них: Сурисаари (фин. Suurisaari), Игнатансаари (фин. Igatansaari) и Уконсаари (фин. Ukonsaari).
Населённые пункты возле озера отсутствуют. Ближайший — посёлок Вегарус — расположен в 4,5 км к ЗСЗ от озера. С западной стороны озера проходит лесная дорога.
Код объекта в государственном водном реестре — 01040100111102000016672.